# Municipio de Liberty (condado de Knox, Ohio)
El municipio de Liberty (en inglés: Liberty Township) es un municipio ubicado en el condado de Knox en el estado estadounidense de Ohio. En el año 2010 tenía una población de 1716 habitantes y una densidad poblacional de 25,66 personas por km².

## Geografía
El municipio de Liberty se encuentra ubicado en las coordenadas 40°22′47″N 82°35′37″O / 40.37972, -82.59361. Según la Oficina del Censo de los Estados Unidos, el municipio tiene una superficie total de 66.88 km², de la cual 66,51 km² corresponden a tierra firme y (0,55 %) 0,37 km² es agua.

## Demografía
Según el censo de 2010, había 1716 personas residiendo en el municipio de Liberty. La densidad de población era de 25,66 hab./km². De los 1716 habitantes, el municipio de Liberty estaba compuesto por el 97,14 % blancos, el 1,22 % eran afroamericanos, el 0,23 % eran amerindios, el 0,06 % eran asiáticos, el 0,23 % eran de otras razas y el 1,11 % eran de una mezcla de razas. Del total de la población el 0,76 % eran hispanos o latinos de cualquier raza.